# Cochlodesma
Cochlodesma is een geslacht van tweekleppigen uit de  familie van de Periplomatidae.

## Soorten
- Cochlodesma affine (Verrill & Bush, 1898)
- Cochlodesma leanum (Conrad, 1831)
- Cochlodesma pacifica (Okutani, 1962)
- Cochlodesma praetenue (Pulteney, 1799) (Lepelschelp)
- Cochlodesma tenerum Fischer, 1882
- Cochlodesma undulatum (Verrill, 1885)